# Антивірус (фільм)
«Антивірус» — науково-фантастичний фільм жахів 2012 року, написаний і знятий Брендоном Кроненбергом. Фільм брав участь у показії «Un Certain Regard» на Каннському кінофестивалі 2012 року. Кроненберг перемонтував фільм після фестивалю, щоб ущільнити його, скоротивши майже шість хвилин. Перероблений фільм показали на Міжнародному кінофестивалі в Торонто 2012 року і разом із «Дроздом» Джейсона Бакстона він здобув нагороду за найкращий перший повнометражний фільм у Канаді.

## Про фільм
В недалекому майбутньому у фанатів з'являється можливість купити віруси, якими заражений їхній кумир. Поширенням і продажем подібного товару займаються спеціальні інфекційні лабораторії, які з радістю це зроблять.

## Знімались
| Актор                | Роль                |
| -------------------- | ------------------- |
| Калеб Лендрі Джонс   | Сід Марч            |
| Ліза Беррі           | дівчина на рецепції |
| Сара Гадон           | Ганна Ґейст         |
| Малкольм Макдавелл   | доктор Абендро      |
| Дуглас Сміт          | Артур Порріс        |
| Сальваторе Антоніо   | Топп                |
| Ніколас Кемпбелл     | Доріан              |
| Лара Джин Хоростецкі | Мішель              |
| Джо Пінге            | Арвід               |